# كينيث توماس
كينيث توماس (بالإنجليزية: Kenneth Thomas)‏ (5 أكتوبر 1942 بملبورن في أستراليا - ) هو لاعب كريكت أسترالي. لعب مع فريق فكتوريا للكريكت.

## وصلات خارجية
- كينيث توماس على موقع إي آس بي آن كريك إنفو (الإنجليزية)